# Carentoir
Carentoir (en bretó Karantoer) és un municipi francès, situat a la regió de Bretanya, al departament d'Ar Mor-Bihan. L'any 2006 tenia 2.698 habitants.

## Demografia
| 1962                                       | 1968  | 1975  | 1982  | 1990  | 1999  |
| ------------------------------------------ | ----- | ----- | ----- | ----- | ----- |
| 2.312                                      | 2.435 | 2.355 | 2.556 | 2.495 | 2.544 |
| Des de 1962: població sense dobles comptes |       |       |       |       |       |

## Administració
| Període   | Identitat        | Partit        |
| --------- | ---------------- | ------------- |
| 1989-2008 | Noël Rocher      | Divers droite |
| 2008-     | Catherine Lamour | Divers droite |